# Demetri II de Geòrgia

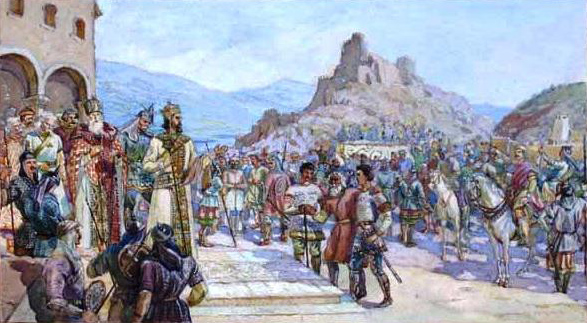
Representació de Demetri II de Geòrgia.

Demetri II anomenat Tavdadebuli (el Devot), fou rei de Geòrgia del 1270 al 1289. Va néixer el 1258.
A la mort del seu pare David VI Ulu, els mongols van proclamar rei al seu fill Demetri, de només 11 anys amb Sadun Mankaberdéli, com a regent. Però aquest feudal, que era abans només un vassall dels Mkhargrdzéli i havia escalat posicions per lleialtat als mongols arribant a ser atabek de Geòrgia, es va aprofitar del seu càrrec. Quan va morir el rei no va voler nomenar atabek al seu fill Kutlug Bugha.
Demetri estava en bones relacions amb el visir d'Argun Khan, Bugha però el 1288 aquest fou executat acusat de conspiració, Demetri va ser acusat per Kutlug Bugha d'haver participat en el complot i va ser cridat a la cort del kan, però no s'hi va presentar. Un exèrcit va entrar a Geòrgia i la van saquejar. Demetri per evitar sofriments al país i al poble va presentar-se i va ser executat (decapitat) el 12 de març de 1289. El seu fill David VIII el va succeir però el kan va nomenar Vakhtang II fill de David Narim d'Imerétia.
Es va casar primer amb una filla de Manuel I Comnè de Trebisonda, de segones amb Sengala, una princesa mongola; i de terceres cap al 1280 amb Natàlia, filla de Bèka I Jagèli o Djakèli, Atabek de Samtskhé.